# Jože Pirnat (partizan)
Jože Pirnat, partizan in prvoborec, * 12. februar 1916, Rajndol, † 6. maj 1996, Portorož
Leta 1941 je vstopil v narodno osvobodilno borbo (NOB). Bil je član 1. Narodno osvobodilnega odbora v Sloveniji (Jugoslaviji) leta 1942 v Mozlju.       
Med vojno je soorganiziral rajonske obore osvobodilne fronte v Mozlju, Banji Loki in Sodražici ter tam organiziral in vodil varnostno obveščevalno službo (VOS).      
6. maja 1945 je bil premeščen na mesto načelnika Narodne zaščite za Trst in kasneje za Koper.      

## Odlikovanja
Partizanska spomenica 1941